# Бал (напій)

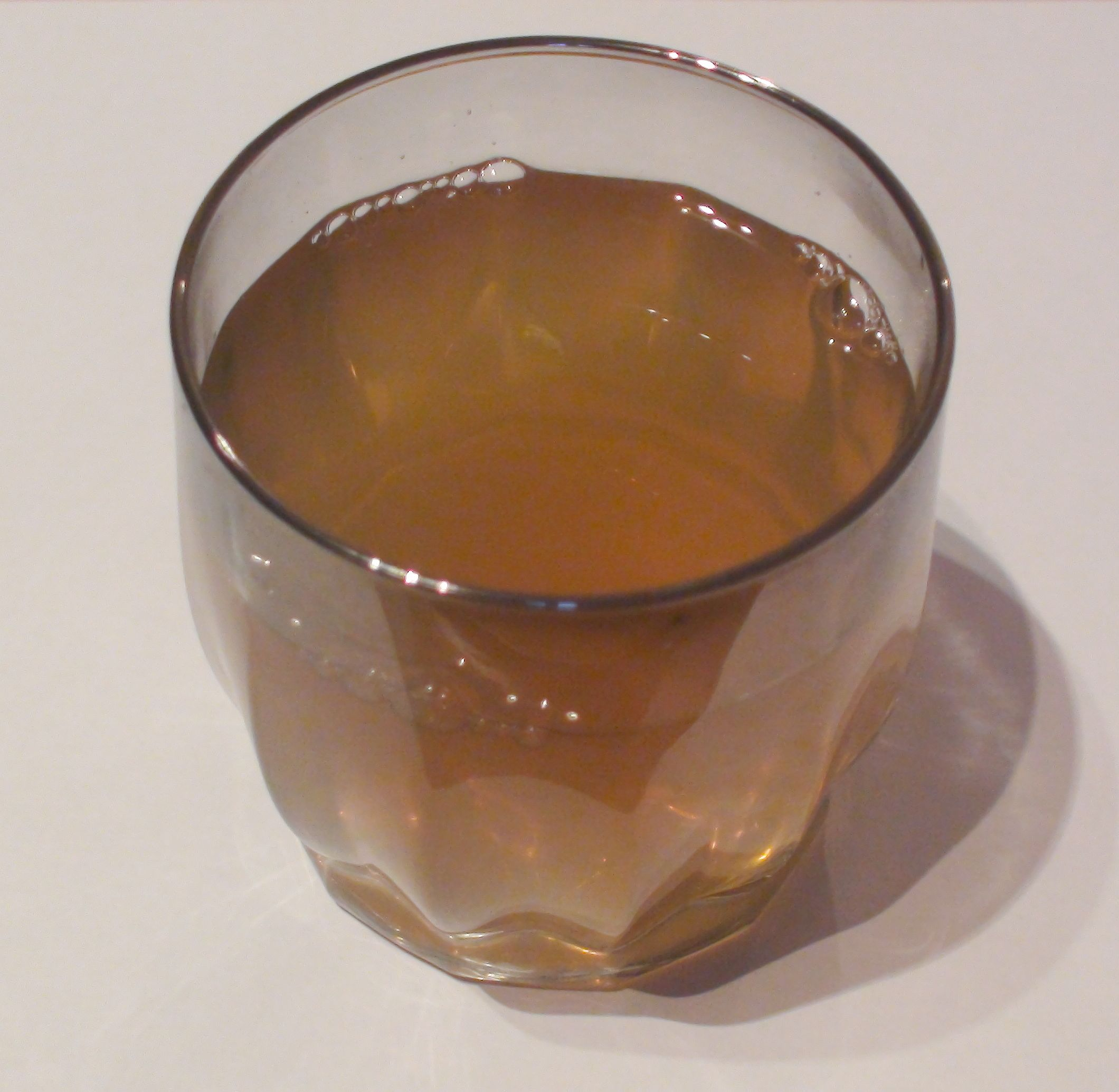
Напій Бал

Бал (бал, әсе бал, асы бал) — традиційний башкирський хмільний напій.

## Історія
Бал є напоєм до святкового столу. Традиційно барильце з балом входить до складу подарунків нареченого; для сватів і гостей напій подавали в різьбленій діжечці. Виготовлявся частіше там, де займалися бортництвом і бджільництвом (північні і гірничо-лісові райони Башкортостану).

## Склад
Мед — 25 г, перець чорний, лавровий лист, імбир — 1, кориця — 5, гвоздика — 7, вода — 200 г.

## Виготовлення
Напій бал готують з розведеного водою і заквашенного медом. Закваска — ячмінний або житній солод з хмелем. У закваску додають пророщене насіння проса або пшениці.
Воду доводять до кипіння, кладуть імбир, корицю, гвоздику, перець, лавровий лист, потім знімають з плити, закривають кришкою і дають постояти 5-10 хвилин, додають мед, розмішують і проціджують. Подають в гарячому вигляді.
Схожий напій поширений в кухні марійців, мордви, росіян, татар та ін.